# Władysław Popielarski
Władysław Popielarski (* 6. März 1950 in Elbląg, Volksrepublik Polen) ist ein ehemaliger polnischer Handballspieler. Der Rechtsaußen spielte für den TSV Grün-Weiß Dankersen in der Bundesliga.

## Karriere
Popielarski begann in seiner Geburtsstadt bei MKS Truso Elbląg mit dem Handballspielen. Später wechselte er zu Spójnia Gdańsk und 1981 zum deutschen Bundesliga-Absteiger TSV Grün-Weiß Dankersen. In seiner ersten Saison konnte er mit dem Verein den direkten Wiederaufstieg feiern. Zur Saison 1982/83 verpflichtete Dankersen den Dänen Carsten Haurum, der den Ausländerplatz belegte. Popielarski konnte deshalb nur noch in der zweiten Mannschaft spielen. Als Haurum noch vor Saisonende aus dem Team ausschied, kam Popielarski noch zu einigen Bundesliga-Einsätzen. In der folgenden Saison sollte er Co-Trainer von Vitomir Arsenijević werden. Nachdem er allerdings nach Polen gereist war, verhinderten behördliche Schwierigkeiten eine Rückkehr.
Er absolvierte insgesamt 88 Länderspiele für die Polnische Nationalmannschaft. 1972 nahm er an den Olympischen Sommerspielen teil.